# 李渭 (康熙進士)
李渭，字菉涯，直隸省正定府高邑縣（今河北省高邑縣）人，清朝政治人物、進士出身。李兆齡之子。
康熙六十年（1721年）登進士，改中書舍人。雍正二年，擔任刑部雲南司主事。雍正四年，任湖南岳州府知府。雍正五年，革職。雍正十二年，任廣東佛山同知、四川嘉定府知府。乾隆五年，任河南彰德府知府。乾隆九年，任山東鹽運使。乾隆十三年，任山東按察使、安徽布政使。乾隆十五年，任山東布政使。